# مستويات القياس

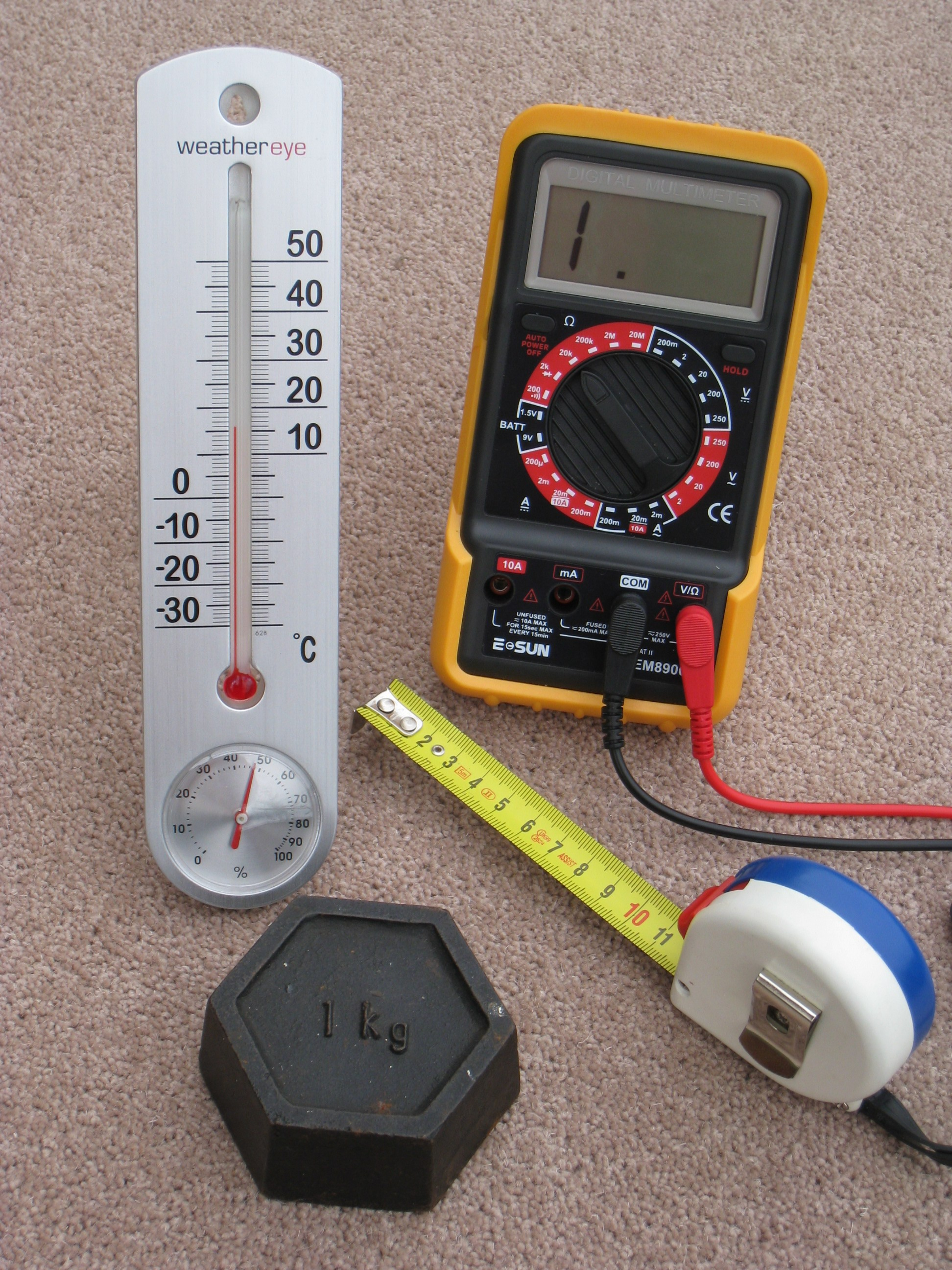

مستويات القياس تشير إلى النظرية التي قام بتطويرها عالم علم النفس ستانلي سميث ستيفنس وهي نظرية أنواع القياس 1946، حيث قال ستيفنس بأن القياس في العلوم يأخذ أحد الأشكال التالية:
- الاسمي
- الترتيبي
- الفترة
- النسبي

## مقياس اسمي
و لا يوجد أي ترتيب، أو تحديد لكمية ، أو نسبة في هذا المقياس ، لذلك يعبر عنه بأنه من أضعف مستويات القياس أو أبسطها. ومثاله تصنيف الذكور والإناث ، فنقول بأن لدينا اثنان من الذكور وثلاثة من الإناث. أو ألوان السيارات ، أخضر ، أسود ، أبيض فيتم تصنيف السيارات بحسب ألوانها، لا يمكن ترتيبها. فلا تستخدم العمليات الحسابية في هذا النوع من القياس، فلا نستطيع أن نجري أي عمليات حسابية على هذه الأعداد، ولكن بالإمكان عد الأفراد في كل فئة، مثلا 10 ذكور، 12 إناث. وهو يستخدم للبيانات الكيفية (النوعية)

## مقياس ترتيبي
و يستخدم هذا المقياس لترتيب المعلومات. ومن أمثلته ترتيب الأوائل في أحد الفصول الدراسية ، بأن نقول خالد هو الأول ، حسن هو الثاني ، وعصام الثالث ، ففي هذه الحالة قمنا بترتيب الأشخاص لكن دون أن نبين الفرق أو المسافة بين الأول والثاني ، فيمكن أن يكون معدل خالد 99% أو 80% أو 60%. فهو يفيد الترتيب بين الأفراد ولكن ليس من الضروري أن تكون الفروق في مقدار أو درجة الخاصية بين كل رتبتين متجاورتين منتظمة، أي أن وحدات القياس غير متساوية، والفرق بين الأول والثاني في الخاصية، لا يساوي بالضرورة الفرق بين الثاني والثالث. مثاله: ترتيب الطلاب من حيث الدافعية للتعلم. وهو يستخدم للبيانات الكيفية (النوعية)

## مقياس فئوي (فتري)
المقياس الفئوي ويسمى بالمقياس الفتري أو مقياس المسافة، حيث تكون الوحدات هنا متساوية، ولكن لا يوجد صفر حقيقي وإنما هو افتراضي لا يعني انعدام الخاصية، ويكون هناك سالب تحت هذا الصفر الافتراضي، ولهذا لا يصح أن ننسب قيمة إلى أخرى على أنها ضعفها أو نصفها مثل درجة الحرارة. وهو يستخدم للبيانات الكمية.

## مقياس نسبي
المقياس النسبي له جميع خصائص المقياس الفئوي بالإضافة إلى وجود صفر حقيقي، ولذلك يمكن أن ننسب قيمة إلى أخرى، مثل الوزن والطول، ولا يكون هناك سالب تحت الصفر الحقيقي، وهو يستخدم للبيانات الكمية